# Дижон (округ)
Дижо́н (фр. Dijon) — округ (фр. Arrondissement) во Франции, один из округов в регионе Бургундия. Департамент округа — Кот-д’Ор. Супрефектура — Дижон.
Население округа на 2006 год составляло 360 653 человек. Плотность населения составляет 118 чел./км². Площадь округа составляет всего 3049 км².